# Corda cósmica

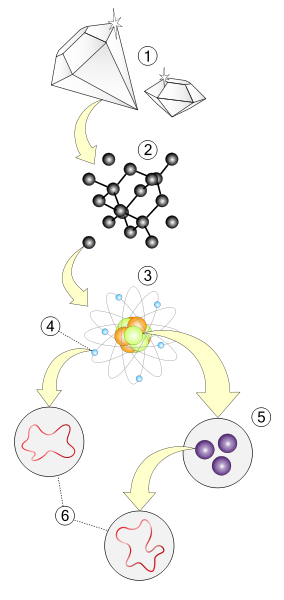
Níveis de Ampliação:
1. Nível Macroscópico - Matéria
2. Nível Molecular
3. Nível Atômico - Prótons, nêutrons, e elétrons
4. Nível Subatômico - Elétron
5. Nível Subatômico - Quarks
6. Nível das Cordas.

Cordas cósmicas são defeitos topológicos hipotéticos unidimensionais (espacialmente)  que podem ter se formado durante uma fase de transição de quebra de simetria no início do universo quando a topologia da variedade de vácuo associada a esta quebra de simetria não era simplesmente conexa. É esperado que pelo menos uma corda por volume de Hubble seja formada. Sua existência foi contemplada pelo físico teórico Tom Kibble na década de 1970.
A formação de cordas cósmicas é algo análogo às imperfeições que se formam entre os grãos de cristal em líquidos solidificando, ou as rachaduras que se formam quando a água congela.   As transições de fase que levam à produção de cordas cósmicas são prováveis de terem ocorrido durante os primeiros momentos da evolução do universo, logo após a inflação cósmica, isto é uma previsão bastante genérica, tanto em teoria quântica de campos e modelos da teoria de cordas do universo primordial.

## Viagem no Tempo pelas Cordas Cósmicas
J.Richard Gott dizia que as Cordas Cósmicas foram criadas momentos depois do Big Bang e propôs em 1991 o teorema da viagem do tempo por meio delas.
As Cordas Cósmicas são mais finas que átomos, mas mesmo sendo mais finas a massa delas são imensuráveis, e por serem tão massivos eles tem grande atração gravitacional e por isto distorce o Espaço-tempo, assim fazendo o tempo passar de forma mais retardada em suas proximidades e além de ter tanta atração gravitacional, também consegue viajar em velocidades próximas da luz.

Após isso, em 1991, J.Richard Gott lançou o artigo que dizia que as Cordas Cósmicas poderiam ser usadas para Viagens no Tempo ao passado. Se duas Cordas Cósmicas fossem em velocidades opostas em altas velocidades e uma nave espacial seguisse a trajetória dessas Cordas Cósmicas iria ser transportado ao passado fazendo um trajeto circular em torno das Cordas Cósmicas, assim realizaria a verdadeira viagem ao passado de forma teoremática. 